# Asnières-la-Giraud
Asnières-la-Giraud is een gemeente in het Franse departement Charente-Maritime (regio Nouvelle-Aquitaine). De plaats maakt deel uit van het arrondissement Saint-Jean-d'Angély. Asnières-la-Giraud telde op 1 januari 2022 980 inwoners.

## Geografie
De oppervlakte van Asnières-la-Giraud bedroeg op 1 januari 2022 18,64 vierkante kilometer; de bevolkingsdichtheid was toen 52,6 inwoners per km².

De onderstaande kaart toont de ligging van Asnières-la-Giraud met de belangrijkste infrastructuur en aangrenzende gemeenten.

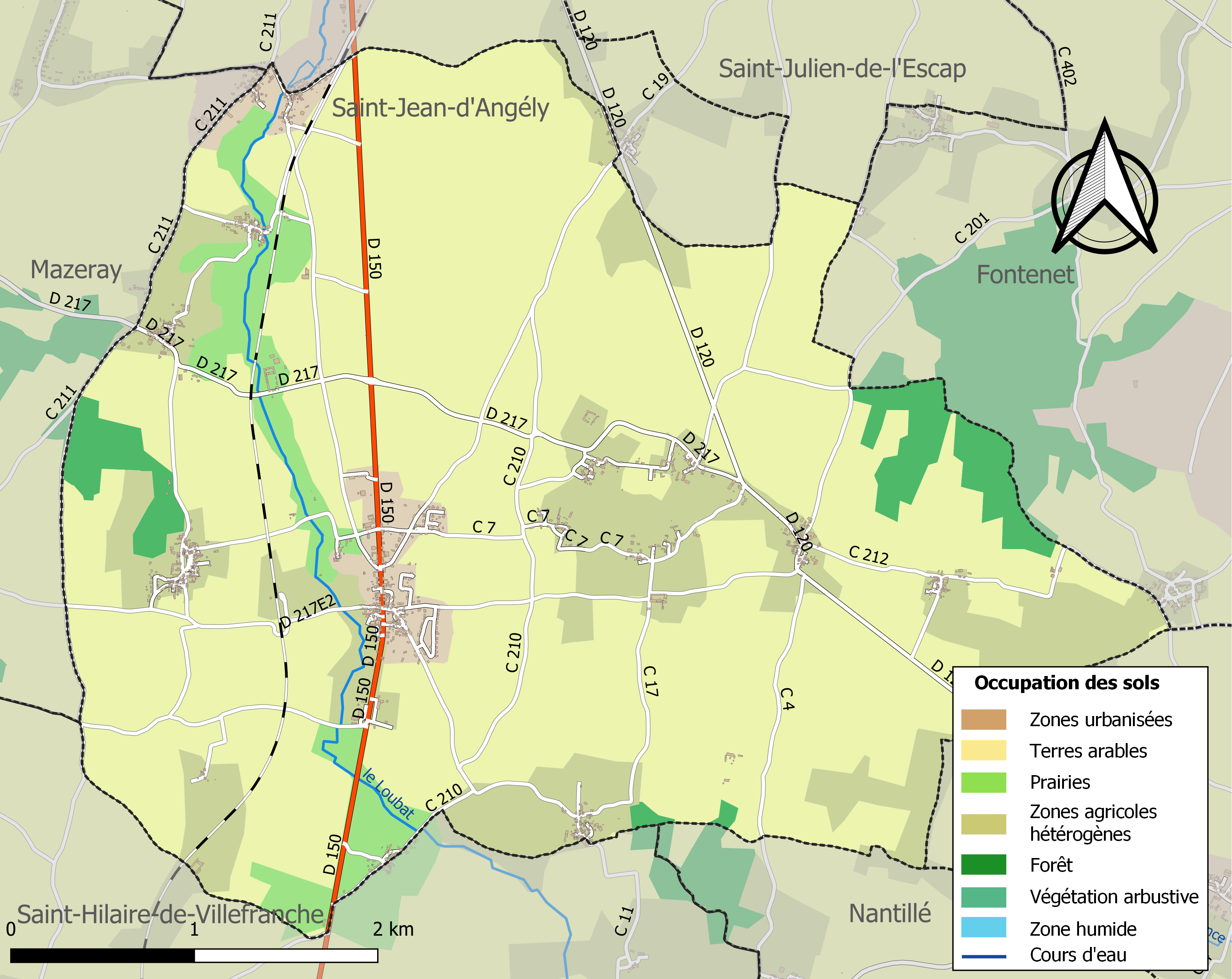

## Demografie
Onderstaande figuur toont het verloop van het inwonertal (bron: INSEE-tellingen).